# 원 (정서)
원(冤)은 조선 사회에서 불의의 감정에서 비롯되는 강렬한 부정적인 감정, 종종 괴로움을 묘사했다. 원은 조선의 정의, 입법, 일상생활에서 중요한 역할을 했다. 원은 조선의 성별, 사회, 경제적 장벽을 허물고, 법체계를 통해 계층과 성별이 다른 사람들이 정의를 실현할 수 있도록 했다. 판사는 법정에서 개인의 승리를 고려했으며, 주요 목표는 종종 정의를 집행하기 위해 개인의 승리를 구제하는 것이다. 원은 배경에 관계없이 누구나 느낄 수 있는 보편적인 정서로 인식되어 조선에 보편적인 평등의식을 형성하였다.